# Het ruilhoofd
Het ruilhoofd is een hoorspel van Andries Poppe. De BRT zond het uit op zondag 23 mei 1971 (met een herhaling op dinsdag 15 november 2005). De regisseur was Jos Joos. De uitzending duurde 28 minuten. Op 17 januari 1972 bracht de Hessischer Rundfunk dit hoorspel onder de titel Kopfspiel.

## Rolbezetting
- Dora van der Groen (mevrouw Kwant)
- Leo Dewals
- Marcel Hendrickx
- Ugo Prinsen
- Julien Schoenaerts (dr. Jan Wiebes)
- Ward De Ravet

## Inhoud
"In mijn hoorspel gaat het noch om de beschrijving van een sensationeel klinisch geval noch om de psychologische uiteenzetting van de gevolgen van een hoofdtransplantatie, die misschien wel altijd een utopie zal blijven, maar misschien ook niet. Het hoorspel moet ook niet beschouwd worden als een kluchtige persiflage, want de 'hoofdoverplanter' Dr. Wiebes is, ongeacht bepaalde gelijkenissen, geen een karikatuur van de hartchirurg Dr. Barnard. Het gaat veeleer om de reacties die in onze op sensatie beluste wereld ontstaan naar aanleiding van een gebeurtenis die de publieke opinie in beroering brengt: reacties in de pers, bij de massa, bij de direct betrokkenen en bij de jeugd, die uit loutere drang tot tegenspraak net datgene wil geloven wat de oudere generatie in twijfel trekt. Reacties dus die zeer verscheiden en tegenovergesteld zijn." (Poppe)